# Grzbiet Północnoatlantycki
Grzbiet Północnoatlantycki – podwodny grzbiet śródoceaniczny na Oceanie Atlantyckim, ciągnący się od Islandii po Krawędź Romanche, która oddziela go od Grzbietu Południowoatlantyckiego, z którym razem tworzą Grzbiet Śródatlantycki. Uskok transformacyjny Romanche spowodował przerwanie ciągłości Grzbietu Śródatlantyckiego i rozsunięcie obu części na odległość 300 km.
Grzbiet Północnoatlantycki oddziela od siebie płytę północnoamerykańską od płyty eurazjatyckiej.